# NGC 5594
NGC 5594 este o intermediate spiral galaxy⁠(d) situată în constelația Boarul. A fost descoperită în 19 mai 1784 de către William Herschel.